# Thomas Joseph Maher
Thomas Joseph Maher (* 29. April 1922 bei Cashel, County Tipperary, Irische Republik; † 19. April 2002 in Dublin) war von 1979 bis 1994 irisches Mitglied des Europäischen Parlaments. 

## Leben
Thomas Joseph Maher wurde als siebtes Kind des Farmers Thomas Maher und seiner Frau Julianne in Castlemoyle, Boherlahan bei Cashel im County Tipperary geboren. 1948 übernahm er die Farm seines kranken Vaters. 1955 war er Gründungsmitglied der Irish Farmers’ Association (IFA - bzw. deren Vorgängerin der National Farmers’ Association). 1967 wurde er Präsident der IFA und blieb bis 1976 im Amt.
1979 trat er bei den Wahlen zum Europäischen Parlament als Unabhängiger für den Wahlbezirk Munster an. 1984 und 1989 wurde er jeweils wiedergewählt. Er trat der Liberalen und Demokratischen Fraktion bei.
Sein Versuch, 1981 für den Wahlkreis Tipperary South einen Sitz im Dáil Éireann zu erlangen, misslang.
1997 erhielt er die Ehrendoktorwürde der University of Limerick.

## Privates
1958 heiratete er Elizabeth Kennedy aus Bansha. Mit ihr hatte er drei Kinder.